# Колісніченко Станіслав Володимирович
Станісла́в Володи́мирович Колісніче́нко — солдат Збройних сил України, учасник російсько-української війни.

## Життєпис
Проходив військову службу на центральній базі ремонту та зберігання озброєння РХБ захисту, Головне управління оперативного забезпечення Збройних Сил України.
Відряджений до складу окремої аеромобільної бригади для виконання бойових завдань. Від 26 листопада по 2 грудня 2014-го виконував бойові завдання з оборони старого термінала Донецького аеропорту. 29 листопада внаслідок детонації від обстрілів терористів поранено двох його побратимів. Станіслав у надскладних обставинах, у задимленому приміщенні вів бій. Зазнав часткового відмороження ніг, проте й далі виконував бойове завдання.

## Нагороди
За особисту мужність, сумлінне та бездоганне служіння Українському народові, зразкове виконання військового обов'язку відзначений — нагороджений
- 10 жовтня 2015 року — орденом «За мужність» III ступеня.